# Андрєєв Володимир Олександрович
Володимир Олександрович Андрєєв (нар. 26 грудня 1904, станція Бугат Китайсько-Східної залізниці — 28 березня 1994, місто Москва) — радянський військово-морський діяч, адмірал (з 1951).

## Біографія
Освіту здобув в Вищому військово-морському училищі імені Фрунзе (1927) і Військово-морській академії (1941).
У Військово-морському флоті СРСР з 1923 року. Член РКП(б) з 1925 року.
За час навчання у Вищому військово-морському училищі імені Фрунзе побував в перших закордонних походах кораблів радянських морських сил «Аврора» і «Комсомолець» (в 1924 і 1925 роках). Після закінчення училища служив командиром взводу Балтійського флотського екіпажу (жовтень 1927 — січень 1928 року).
З жовтня 1929 по вересень 1930 роки закінчив штурманський клас Спеціальних курсів командного складу ВМС РСЧА. З жовтня 1930 до грудня 1932 року — молодший штурман лінійного корабля «Марат».
У квітні 1932 року прибув на Тихий океан. З травня 1932 до січня 1934 року служив прапор-штурманом бригади мінно-вибухового загородження і тралення. Потім був призначений командиром мінного загороджувача «Єреван», пізніше — командиром мінного загороджувача «Теодор Нетте».
З грудня 1936 по січень 1938 року — начальник штабу бригади загородження і тралення, а потім до серпня 1939 року — командир цієї бригади. Брав участь в боях біля озера Хасан (1938). З серпня 1939 по квітень 1940 року командував Охороною водного району Головної бази Тихоокеанського флоту.
Під час німецько-радянської війни з травня 1941 року — начальник штабу ескадри Чорноморського флоту.
З квітня 1943 року — командувач Північно-Тихоокеанської військової флотилії, віце-адмірал. У серпні —вересні 1945 року керував операцією із висадження десантів та захопленню Південного Сахаліну і Курильських островів. З листопада 1945 по червень 1946 року — командувач Сахалінської військової флотилії.
У 1946—1947 роках — начальник штабу, з березня 1947 по серпень 1952 року — командувач 4-м (Балтійським) флотом.
У 1952—1955 роках — заступник, 1-й заступник начальника Головного штабу ВМС СРСР. У березні — листопаді 1955 року — в.о. адмірала-інспектора ВМФ СРСР.
8 — 15 грудня 1955 року — виконувач обов'язків командувача Чорноморським флотом СРСР.
З січня 1956 року — адмірал-інспектор ВМФ СРСР. З лютого 1957 по листопад 1960 року — начальник Військово-морської академії.
У 1961—1968 роках — начальник тилу Військово-морського флоту СРСР.
У березні 1968 року вийшов у відставку, проживав у Москві.
Після смерті і кремації урна з прахом Андрєєва була поміщена в колумбарій Кунцевського кладовища Москви.

## Нагороди
- орден Леніна (1948)
- три орденів Червоного Прапора (1942, 1944, 1953)
- орден Ушакова I ступеня (1945)
- орден Нахімова I ступеня (1944)
- орден Вітчизняної війни I ступеня (1985)
- орден Червоної Зірки (1984)
- американський орден «Легіон заслуг».
- медаль «За оборону Одеси»
- медаль «За оборону Севастополя»
- медаль «За оборону Кавказу»
- медаль «За перемогу над Німеччиною у Великій Вітчизняній війні 1941—1945 рр.»
- медалі
- іменна зброя (1954)